# Nicholas Green
Nicholas Green (San Francisco, 9 settembre 1987 – Messina, 1º ottobre 1994) è stato un bambino statunitense, vittima a sette anni di un assassinio sull'autostrada A3 Salerno-Reggio Calabria mentre era diretto in Sicilia durante un viaggio in Italia con la famiglia.
La decisione di donare i suoi organi, presa dai suoi genitori Reginald e Margaret Green, contribuì a sensibilizzare l'opinione pubblica italiana e a far aumentare gli episodi di donazione in tutto il Paese.

## Vicenda
Nel settembre 1994 Nicholas Green era in vacanza in Italia con il padre Reginald, la madre Margaret e la sorellina Eleanor, di 4 anni. Il 29 settembre, mentre la famiglia viaggiava sull'autostrada A3 Salerno-Reggio Calabria diretta in Sicilia, nei pressi dell'uscita di Soriano Calabro (vicino a Vibo Valentia) la loro Autobianchi Y10 fu scambiata da alcuni "Ndranghetisti" per quella di un gioielliere locale e crivellata di colpi.
Colpito alla testa mentre dormiva sul sedile posteriore, Nicholas fu ricoverato al centro neurochirurgico del Policlinico di Messina, dove morì pochi giorni dopo, il 1º ottobre 1994. Alla sua morte, i genitori autorizzarono il prelievo e la donazione degli organi: ne beneficiarono sette italiani, di cui tre adolescenti e due adulti, mentre altri due riceventi riacquistarono la vista grazie al trapianto delle cornee.
L'evento fece molto scalpore perché all'epoca la donazione degli organi non era una prassi comune in Italia, che era agli ultimi posti in Europa per numero di trapianti, e il gesto contribuì a sensibilizzare l'opinione pubblica e a far aumentare gli episodi di donazione in tutto il Paese. I genitori di Nicholas, in seguito alla tragica perdita del figlio, sono diventati attivi sostenitori della donazione di organi, promuovendo numerose iniziative in tal senso. Il padre di Nicholas, Reginald Green, ha scritto due libri: Il dono di Nicholas (The Nicholas Effect, in inglese) sulla storia che ha visto protagonista la sua famiglia, e Il dono che guarisce (The Gift that Heals, in inglese), che contiene storie di persone comuni e professionisti ad ogni stadio di un trapianto. Dalla vicenda, nel 1998 fu tratto un film per la televisione dal nome Il dono di Nicholas, con Jamie Lee Curtis e Alan Bates. Il film è stato trasmesso in Italia, Stati Uniti e in molti altri Paesi, e complessivamente è stato visto da più di 100 milioni di telespettatori.
Nell'ottobre del 1994 i coniugi Green vennero ricevuti al Quirinale dal Presidente Scalfaro e al Campidoglio dal sindaco di Roma Rutelli. In seguito, Reginald e Margaret Green ricevettero la medaglia d'oro al merito civile con la seguente motivazione:
Messina, 1º ottobre 1994»
Nel 1996 i coniugi Green hanno avuto due gemelli, Martin e Laura.
Nel 2019, in occasione dei venticinque anni dalla morte di Nicholas, i genitori sono tornati in Calabria, dove sono stati accolti con nuove manifestazioni di affetto e hanno ricevuto, dal sindaco di Polistena, una targa in memoria del loro gesto di generosità. Il 1º ottobre 2019 è stato dedicato a Nicholas Green il nuovo reparto di rianimazione del Policlinico di Messina, alla presenza dei dirigenti della struttura e dei vertici dell'Assessorato alla Salute della Regione Siciliana.

## Processo
Per il delitto di Nicholas Green vennero indagati e rinviati a giudizio nel 1995: Francesco Mesiano (di 22 anni) e Michele Iannello (di 27 anni), entrambi originari di Mileto (VV); nel 1997 furono assolti dalla corte d'assise di Catanzaro, mentre nel 1998 la corte d'assise d'appello di Catanzaro condannò Mesiano a 20 anni di reclusione e Iannello (in qualità di autore materiale dell'omicidio) all'ergastolo, sentenza poi confermata in Cassazione. I due si sono dichiarati sempre innocenti; Iannello, ex affiliato alla 'ndrangheta, decise in seguito di collaborare con la giustizia, confessando vari delitti, ma professandosi sempre innocente riguardo al delitto del bambino statunitense, chiedendo la revisione del processo e accusando suo fratello dell'omicidio. Un'inchiesta aperta dalla Procura della Repubblica di Vibo Valentia in base a tali dichiarazioni ha portato tuttavia all'archiviazione del caso.

## Tributi

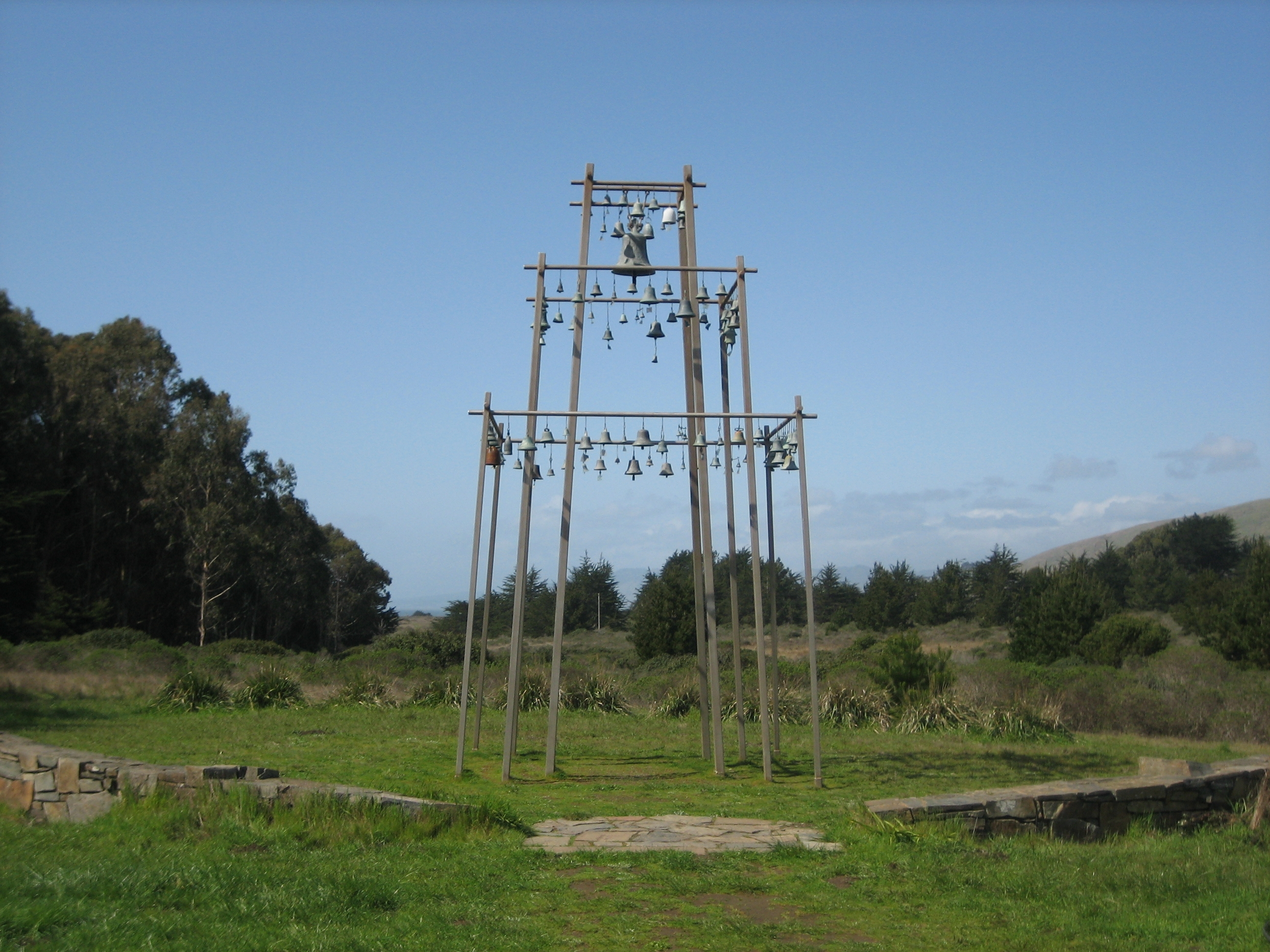
Children's Bell Tower a Bodega Bay

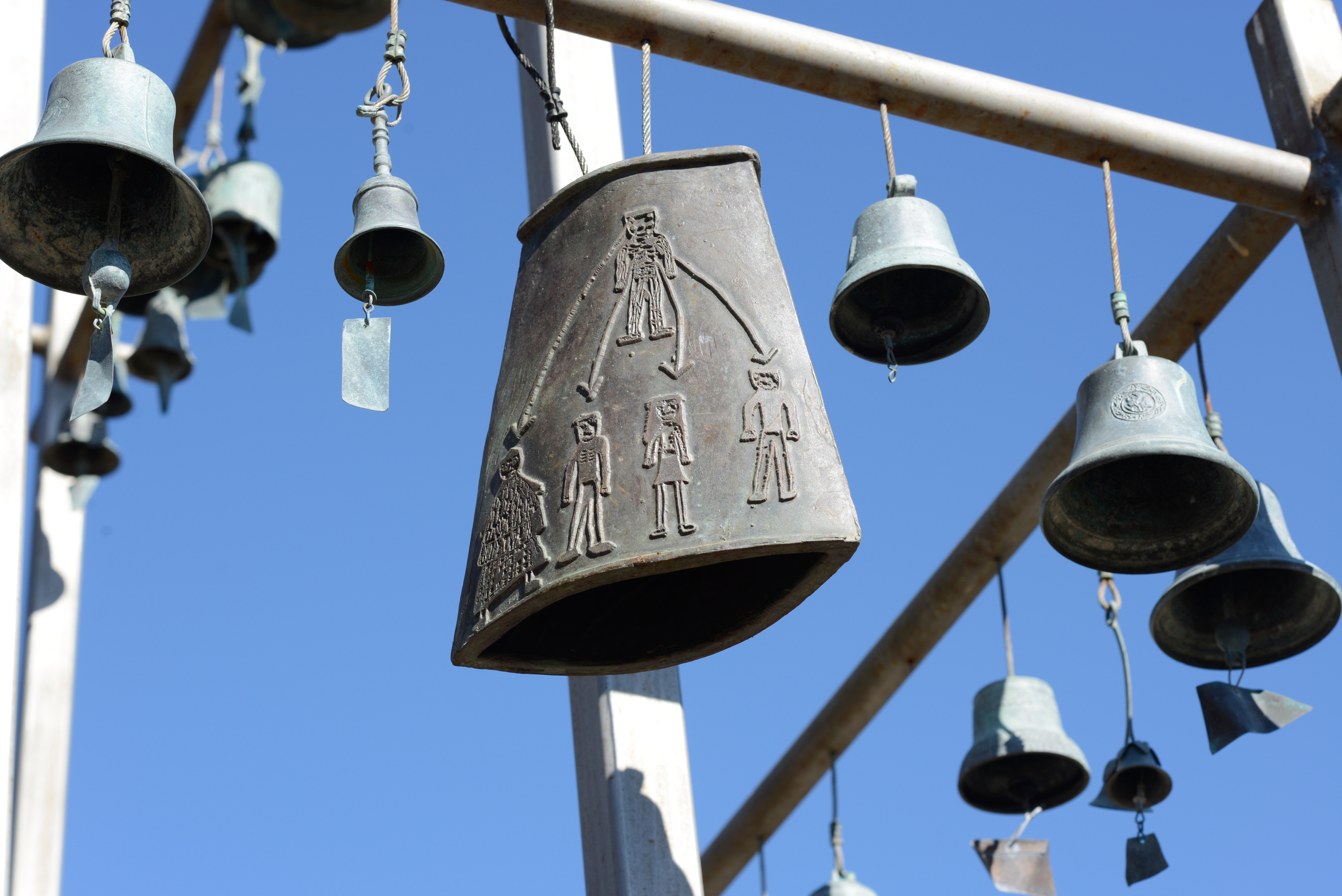
Particolare della Children's Bell Tower a Bodega Bay

Nel 1996 i coniugi Green hanno costruito a Bodega Bay la Children's Bell Tower, un monumento dedicato a Nicholas e a tutti i bambini, opera dello scultore americano Bruce Hasson. Il monumento ha più di 140 campane, la maggior parte donate da individui e famiglie italiane. La grande campana centrale fu realizzata dalla Fonderia Marinelli di Agnone e benedetta da Papa Giovanni Paolo II prima di essere spedita in California.
La Fonderia Marinelli di Agnone ha poi costruito una seconda campana dedicata al suo sacrificio, con i nomi dei sette beneficiari dei trapianti.
In Italia a Nicholas sono state intitolate numerose strade, piazze, giardini ed alcuni edifici pubblici, tra cui:
- Parchi e parchi giochi:
  - Camigliatello Silano, frazione di Spezzano della Sila (CS)
  - Bologna
  - Castello di Serravalle (BO)
  - Cerenzia (KR)
  - All'interno del parco delle Cascine, a Firenze
  - Fondi (LT)
  - Misterbianco (CT)
  - Montanara, frazione di Curtatone (MN)
  - San Vito dei Normanni (BR)
  - Tiriolo (CZ)
  - Quartiere Mirafiori Nord, a Torino
  - Vico del Gargano (FG)
  - Novi Ligure (AL)
  - Nei pressi del cimitero Certosa a Bologna
  - Tra Cosenza e Rende
  - Roggiano Gravina (CS)
  - Catanzaro
  - Giussano (MB)
  - Fornaci, frazione di Fagnano Olona (VA)
  - Corso Mazzini a Cosenza
  - Roma, quartiere Primavalle, inaugurato nel settembre 2014
  - Parco e area ortiva a Bologna
  - Filogaso (VV)
  - Bivongi (RC)
  - Monasterace (RC)
  - Pisa, presso la foresteria dell'ospedale di Cisanello, inaugurato nel 2014
  - Miglierina (CZ)
  - Lecco, inaugurato nel 1996[21] e riqualificato da Soroptimist International Club Lecco nel 2025[22]
- Edifici pubblici:
  - una sala nel Palazzo Campanella sede del Consiglio Regionale a Reggio Calabria, mentre al suo interno si trova il monumento realizzato per il Consiglio regionale su commissione della famiglia Green, composto da sette campane, come quanti sono stati gli organi donati, sovrastate da sette colombe, simboli della pace e della riconciliazione, tutti ricavati dalla fusione di armi sequestrate alla criminalità californiana
  - un asilo nido nel quartiere Ponticelli a Napoli, a Sacile (PN), a Vizzini (CT) e a Tolentino (MC)
  - un asilo comunale a Lamezia Terme (CZ)
  - una scuola dell’infanzia a Marcellinara (CZ), a Ponti sul Mincio (MN), a Vermezzo (MI), a San Marco in Lamis (FG), a San Cesario di Lecce (LE) e a Torino
  - scuole elementari a Perugia, Soverato (CZ), a San Nicola la Strada (CE), a Torrenova (ME), a Bari (Carbonara), a Gela (CL), nel quartiere Settefarine, e a Ne (GE)
  - un istituto comprensivo ad Ascoli Satriano (FG)
  - una scuola secondaria di I grado ad Argelato (BO), a Jonadi (VV) e a Rosarno (RC)
  - una scuola superiore a Corigliano Calabro (CS)
  - un anfiteatro ad Amaroni (CZ)
  - un centro ricreativo a Mesoraca (KR)
  - la palestra del plesso Turrisi-Colonna della scuola "Rita Atria" di Palermo
  - il laboratorio fisico-chimico del liceo statale Alessandro Manzoni di Caserta
  - il reparto di rianimazione del Policlinico di Messina
- Strade, piazze:
  - un ponte a Genova nel quartiere di Struppa
  - un largo a Marcianise (CE), adiacente Piazza Umberto I
  - la piazza principale di Davoli Marina (CZ)
  - una piazza di fronte a una scuola elementare a Melicucco (RC)
  - una piazza a Cassino (FR)
  - una piazza a Rosolini (SR)
  - una piazza/giardino a Quartu Sant'Elena (CA), l'11 agosto 2011
  - una piazza/giardino nel centro storico di Catanzaro
  - una strada a Reggio Emilia nei pressi del casello autostradale A1, che porta alla nuovissima Stazione Mediopadana dell'alta velocità
  - una via a Catino quartiere di Bari
  - una via a Limbadi (VV)
  - una via a San Vitaliano (NA)
  - una via a Gimigliano (CZ)
  - una via a Tradate (VA)
  - una via a Marina di Ragusa (RG)
  - una via a Sirmione (BS)
  - una via a Serra San Bruno (VV)
  - una via a Mammola (RC)
  - una via a Ruvo del Monte (PZ)
  - una via a Ferrandina (MT)
  - una via a Sant'Agapito (IS)
  - una via a Monticelli Terme (PR)[23], inaugurata il 14 ottobre 2007[24]
  - una via a San Vito, nei pressi di Noventa Padovana (PD), situata in prossimità del raccordo tra le autostrade A4 e A13
  - una via a Santa Elisabetta, paesino in provincia di Agrigento
  - una via di Agrigento
  - una via di Crucoli Torretta (KR)
  - una via a Gela (CL) zona Marchitello
  - una via a Montegiordano Marina (CS)
  - la via di accesso alla scuola elementare di San Marino, frazione di Bentivoglio (BO)
  - una via a Mandatoriccio (CS)
  - una piazza a Montauro (CZ)
  - una via a Spezzano Albanese (CS).
  - una via a Sant'Angelo di Piove di Sacco (PD)